# 베아트리스 산체스

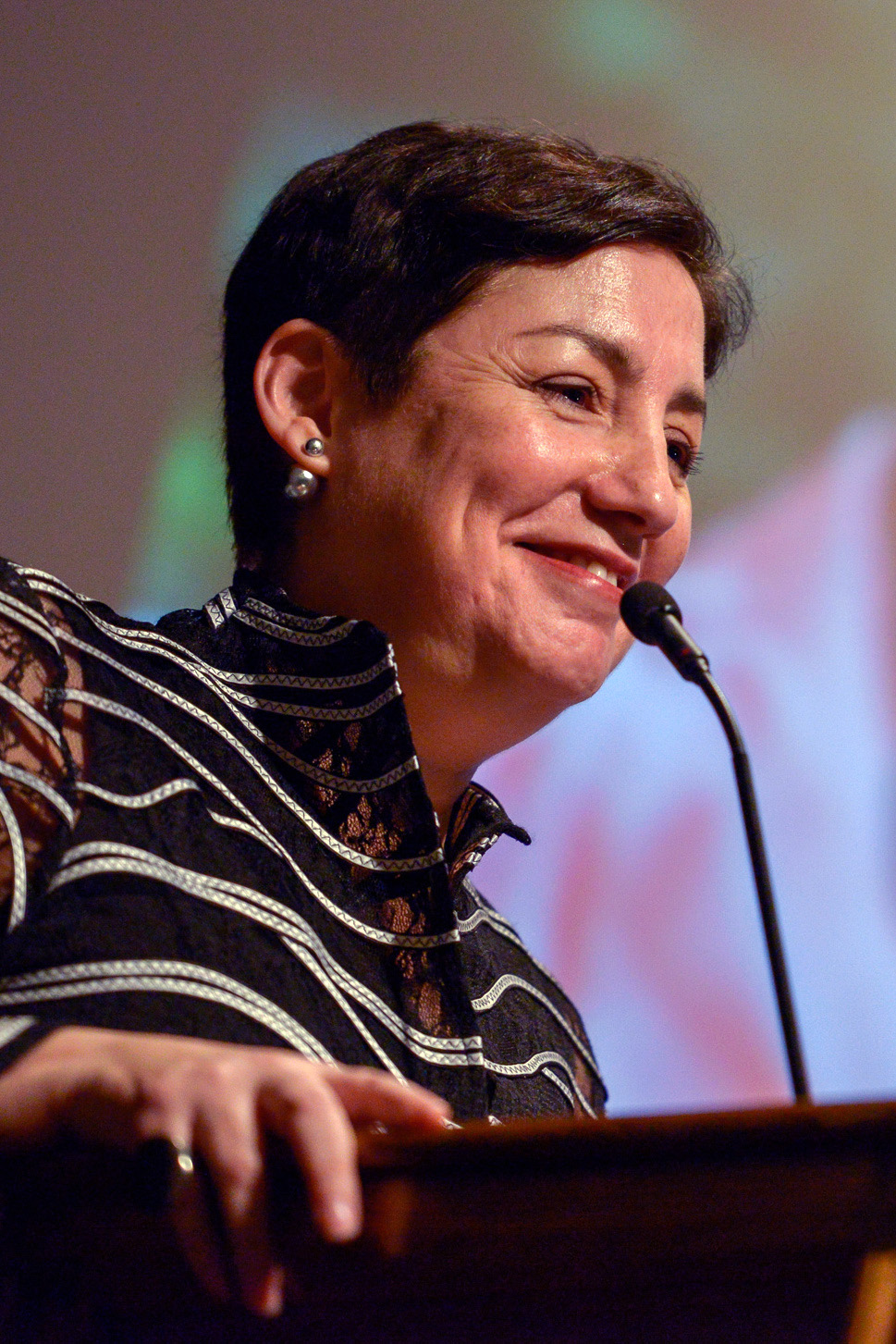

베아트리스 데 헤수스 산체스 무뇨스(스페인어: Beatriz de Jesús Sánchez Muñoz, 1970년 12월 24일 ~ )는 칠레의 언론인, 정치인으로, 1990년대부터 라디오 및 텔레비전에 꾸준히 출연해 왔다.
2017년 7월 2일 광역전선 대선 경선에서 후보로 선출되었으며, 동년 대선에 출마했다.
그는 민주화 이후 민주화를 위한 정당 협력체 및 신주류가 주도하던 칠레 좌파의 새로운 얼굴로 손꼽히고 있으며, 신헌법 및 신 연금제도를 통해 현행 개인연금펀드제도를 개혁하며, 구리, 수자원 등 자원의 국유화, 전면 무상교육, 단일 의료보험 제도, 고액의 부유세, 부문 간의 단체 교섭을 지지하고 있다.
2017년 11월 19일 대선에서 당초 9%도 넘지 못할 것이라는 여론조사(칠레 최고의 여론조사 기관인 CEP 기준)와는 달리 20%를 득표해 기성 정치권을 충격에 빠뜨리기도 했으며, 이는 민주화 이후 급진좌파 진영으로서는 최고의 성적이다. 신주류 후보인 알레한드로 기이에르를 약 15만 표차까지 따라잡은 것은 물론, 그의 광역전선 또한 세간의 예측과는 달리 상하원 총합 21석을 획득하는 데 성공했다.

## 역대 선거 결과
| 선거명      | 직책명        | 대수 | 정당   | 득표율 | 득표수      | 결과 | 당락 |
| ----------- | ------------- | ---- | ------ | ------ | ----------- | ---- | ---- |
| 2017년 선거 | 칠레의 대통령 | 42대 | 무소속 | 20.27% | 1,338,037표 | 3위  | 낙선 |